# Cayambe (Ekwador)
Cayambe − miasto w północnym Ekwadorze, w Prowincji Pichincha. Stolica kantonu Cayambe.
Przez miejscowość droga krajowa E35 i E288. Patronem miasta jest święty Piotr Apostoł.